# Jakob von Zweibrücken-Bitsch
Jakob von Zweibrücken-Bitsch (* 19. Juli 1510; † 22. März 1570 in Sturzelbronn) war der letzte Graf von Zweibrücken-Bitsch. Er versuchte mit allen Mitteln, sein Vermögen und das seiner Nachkommen durch Erbschaft zu mehren, konnte jedoch nicht verhindern, dass die Linie Zweibrücken-Bitsch mit seinem Tode endete.

## Leben
Jakob von Zweibrücken-Bitsch wurde als dritter Sohn des Grafen Reinhard von Zweibrücken-Bitsch und Lichtenberg (* um 1470; † 1532) und dessen Ehefrau Anna von Salm (* um 1480; † 1541) geboren.
Sein ältester Bruder war Simon V. Wecker (1505–1540), der 1532 zunächst das Erbe des gemeinsamen Vaters als Graf von Zweibrücken-Bitsch antrat. Der jüngere Bruder Wilhelm (* 1507) wurde bereits im Alter von sieben Jahren Domherr zu Straßburg und spielte daher keine Rolle in der Erbfolge der Grafschaft. Daneben hatte Jakob zwei Schwestern, Elisabeth (* 4. November 1504; † 8. März 1575) und Johanna (* 10. Juni 1517), die für das Erbe der Grafschaft nicht in Frage kamen, da diese ein Lehen des Herzogtums Lothringen war, das nur in der männlichen Linie vererbt werden konnte.

### Das Erbe des Vaters
In der Grafschaft Zweibrücken-Bitsch galt ein im Jahre 1476 errichtetes Erbstatut, wonach jeder männliche Nachkomme einige Burgen erhielt, der älteste jedoch die Landesherrschaft und die Hauptburg Bitsch. Außerdem durfte keiner der jüngeren Brüder heiraten, solange der älteste Bruder männliche, eheliche Nachkommen hatte oder erhoffen konnte.
Nach dem Tode des Grafen Reinhard im Jahre 1532 begann ein Streit um sein Erbe: Zunächst verwehrten die beiden Brüder gemeinsam ihrer Mutter mehrere Forderungen aus dem Nachlass und kamen ihren Verpflichtungen, ihr einen Witwensitz in Burgaltdorf einzurichten, nur widerwillig nach, sodass mehrere Verwandte vermittelnd eingriffen, insbesondere Wilhelm von Hohnstein, Bischof von Straßburg.
Gemäß dem Erbstatut wurde Simon V. Wecker neuer Graf von Zweibrücken-Bitsch, aber es blieb noch festzulegen, wie die Burgen aus dem väterlichen Erbe unter den Brüdern aufgeteilt werden sollten. Zu diesem Zwecke gelobten Simon Wecker und Jakob zwar den Burgfrieden in der gemeinsamen Veste Lichtenberg, wurden danach aber schnell uneins und forderten schließlich – ungeachtet des Erbstatuts von 1476 – die Teilung sämtlicher Besitzungen der Familie. Während der zweijährigen Verhandlungen verwalteten die beiden Brüder die Grafschaft gemeinsam, bis sie am 24. Juli 1535 einen neuen Teilungsvertrag schlossen. Darin erhielt Simon Wecker Bitsch, Medelsheim, Ingweiler, Reichshofen, Wasenburg und Waldeck, Jakob erhielt Lemberg, Landeck, Lindelbol, Kleinarnsburg, Wörth, Bischofsheim und Brumath. Die Veste Lichtenberg, das Kupferbergwerk zu Görsdorf sowie die Kastvogtei zu Ingweiler blieben im gemeinsamen Besitz der beiden Brüder.

### Heirat und Nachkommen
Simon Wecker heiratete im Jahre 1526 Barbara von Dun. Aus der Ehe gingen zwei Töchter hervor: Esther († 1542), die unverheiratet starb, und Amalie (* 1537; † 1577), die den Grafen Philipp I. zu Leiningen-Westerburg (* 1527; † 1597) heiratete.
Nachdem der Teilungsvertrag von 1535 das Heiratsverbot für Jakob aufgehoben hatte, heiratete er am 13. April 1536 Gräfin Katharina von Hohnstein. Ein Jahr später wurde Jakobs Sohn Johann Friederich geboren, verstarb aber bereits am 22. August 1538. Im Jahre 1540 wurde ihre Tochter Ludovica Margaretha (* 1540; † 1569) geboren, die 1560 den Grafen Philipp V. von Hanau-Lichtenberg (* 1541; † 1599) heiratete.

### Das Erbe des Simon Wecker
Am 7. Juli 1540 hinterlegte Simon Wecker sein Testament bei einem Notar in Hagenau. Darin bestimmte er folgendes: Falls er noch männliche Erben haben sollte, sollte der älteste Sohn die Grafschaft erhalten und heiraten dürfen, die anderen müssten ehelos bleiben. Andernfalls sollte sein Bruder Jakob alles erben, was nicht an weibliche Nachkommen vererbt werden kann, neben der Grafschaft also Städte, Schlösser, Land und Leute, die Mann- oder Stammlehen sind. Den Rest sollten seine beiden Töchter Esther und Amalia (unter Vormundschaft ihrer Mutter Barbara) erhalten.
Weniger als vier Monate später starb Simon V. Wecker am 28. Oktober 1540 im Alter von 35 Jahren und Jakob wurde Graf von Zweibrücken-Bitsch. Jakob erkannte das Testament seines Bruders nicht an und beanspruchte den ganzen Nachlass seines Bruders für sich. Dabei berief er sich auf das Erbstatut von 1476, nach dem den weiblichen Nachkommen kein Erbrecht zustehe, solange männliche Erben existierten. In diesem Streit zwischen Jakob und der Witwe Simon Weckers, Barbara von Dun, als Vormund ihrer Töchter vermittelte Kurfürst Ludwig V. Im sogenannten Heidelberger Vergleich von 1541 wurde Jakob die gesamte Herrschaft Bitsch zugesprochen, allerdings unter dem Vorbehalt, dass sie an die Töchter Simon Weckers zurückfallen sollte, falls Jakob ohne männliche Leibeserben sterben sollte. Die Schwestern erhielten alle außerhalb der Herrschaft Bitsch gelegenen Besitzungen Simon Weckers sowie einen Wohnsitz im Schloss zu Reichshoffen und eine Abfindung in Höhe von 6000 Gulden.
Ein Jahr darauf, im Jahre 1542, setzte Jakob von Zweibrücken-Bitsch sein Testament auf, in dem er all seinen Besitz seiner Tochter Ludovica Margaretha und deren Erben vermachte. Dabei ignorierte er das Erbstatut von 1476, den Teilungsvertrag von 1535 und den Heidelberger Vergleich von 1541.

### Das Erbe von Ochsenstein
Im Jahre 1559 erbte Jakob die Besitzungen seines Vetters Graf Georg von Zweibrücken-Bitsch und Ochsenstein. Die Herrschaft Ochsenstein war jedoch seit 1527 an Ulrich von Ratsamhausen verpfändet und später an Sebastian von Landsberg weiter vererbt worden. Jakob löste das Pfand umgehend aus und änderte seinen Titel in Graf von Zweybrücken, Herr zu Bitsch, Lichtenberg und Ochsenstein.
Die letzte urkundliche Erwähnung Jakobs ist im Jahr 1566 dokumentiert, danach traten Schwächen und Anfälle an Geist, wie an Körper ein. Bereits zu Jakobs Lebzeiten starb seine Tochter und einzige direkte Erbin Ludovica Margaretha im Dezember 1569. Drei Monate später reiste Jakob ins Kloster Sturzelbronn, wo er am 22. März 1570 verstarb. Am 11. November 1570 starb Jakobs Frau Katharina. Beide sind in Sturzelbronn begraben.

## Das Erbe von Zweibrücken-Bitsch
Nach dem Tode Jakobs stritten sich die Ehemänner der beiden Cousinen Amalie, Tochter von Simon Wecker, und Ludovica Margaretha, Tochter von Jakob, um sein Erbe.
Philipp V. von Hanau-Lichtenberg, der Witwer von Jakobs Tochter, erbte die Bitscher Hauptmasse, vorweg die beiden Ämter Lemberg und Bitsch. Die ehemals lichtenbergischen Besitzungen fielen aufgrund eines älteren Erbvertrages an seinen Vater, den regierenden Grafen Philipp IV. von Hanau-Lichtenberg.
Philipp I. zu Leiningen-Westerburg, der Ehemann von Simon Weckers Tochter Amalie, bestritt jedoch diesen Erbanspruch aufgrund der Regelungen im Testament Simon V. Weckers. Er hatte damit jedoch aufgrund der nachfolgenden Ereignisse keinen Erfolg.
Nachdem Philipp V. in seinen neu erworbenen Herrschaften das lutherische Bekenntnis eingeführt hatte und im Dezember 1571 damit begann, die Abtei Sturzelbronn zu säkularisieren, griff das katholische Herzogtum Lothringen als Lehensherr in den Streit ein und übernahm im Juli 1572 mit militärischer Gewalt die Grafschaft Bitsch. Erst im Jahre 1604 kam es zu einer vertraglichen Einigung und im Februar 1606 zum Friedensvertrag zwischen Lothringen und Hanau-Lichtenberg.

## Rezeption
Die Zimmerische Chronik schildert in lebhafter Weise das Wesen Jakobs sowie das Leben an seinem Hof in Bitsch. Im Frühjahr 1556 befand sich der Autor der Chronik, Graf Froben Christoph von Zimmern, auf der Reise nach St. Omer, in der damaligen Grafschaft Artois (jetzt im Département Pas-de-Calais). Dort sollte die Hochzeit des Grafen Philipp II. von Eberstein mit Johanna de Bailleul gefeiert werden. Mit einigen anderen Gästen, darunter Graf Philipp von Hanau-Lichtenberg, trafen sich die Reisenden zu einem dreitägigen Aufenthalt am Hofe von Graf Jakob von Zweibrücken-Bitsch, von wo aus sie gemeinsam weiter reisten.
Graf Froben berichtet in seiner Chronik von einer unvergleichlichen Völlerei am Hofe Jakobs. Diese begann bereits um 10 Uhr vormittags mit einem vierstündigen Morgenmahl, ging gegen 17 Uhr in das Abendessen über und fand ihren Höhepunkt im sogenannten Schlaftrunk, der eine vollständige, üppige Mahlzeit war und bis 2 Uhr nachts andauerte.
Die Gäste, die diese ausschweifende Lebensweise nicht gewohnt waren, versuchten sich dem vielen Essen und starken Trinken durch verschiedene Schliche zu entziehen. Als Graf Jakob diese erkannte, bat er sie eindringlich, an den Mahlzeiten teilzunehmen. Als sie das nicht befolgten, drohte er seinen Gästen, sie in den Turm sperren zu lassen. Daraufhin bestachen die Gäste den Kellermeister, damit er ihnen nur noch leichten Wein einschenkte und nicht den vom Gastgeber vorgesehenen stärksten und besten. Als Graf Jakob dahinter kam, sperrte er den Kellermeister wegen seines Ungehorsams ein.
Die Schilderungen des Grafen Froben klingen sehr drastisch, werden aber in einem Beileidsschreiben des Pfalzgraf Richard von Simmern an den Junggrafen Philipp V. von Hanau-Lichtenberg anlässlich des Todes des Grafen Jakob bestätigt. Darin heißt es wörtlich:
„Demnach uns dan wol wissend, das gedachter graue Jacob bey Seinen lebzeitten ein Seltzams Regement und Ordnung, mit essen und drincken, schlaffen gehn und uf Stehens, auch des nachtreisens halb gefürett, Also wans dann wider euch nit were, möchten wir wol verträwlichen Seines Abschidtswissens tragen, Sonderlich weil er Im Munchs Closter zu Sturtzelbrunn gestorben sein soll.“
Der Bericht des Grafen Froben kann unter dem Titel Der Trunk zu Bitsch als Nacherzählung von Karl Braun in der Sprache des 19. Jahrhunderts nachgelesen werden.